# Хрещений батько (коктейль)
Хреще́ний ба́тько (англ. Godfather) — алкогольний коктейль, що складається з віскі та лікеру Амарето. Класифікується як дигестив (десертний). Належить до офіційних напоїв Міжнародної асоціації барменів, категорія «Сучасна класика» (англ. Contemporary classics).

## Історія
Як це часто буває, точне походження цього коктейлю невідоме. Він став відомий незадовго до виходу однойменного фільму. Згідно з легендою, відомий кіноактор Марлон Брандо, який зіграв одну з головних ролей в кіносазі «Хрещений батько», віддавав перевагу саме цьому коктейлю серед інших. Також, можливо, цей коктейль назвали так тому, що в його склад входить італійський лікер Амарето. Назва коктейлю «Хрещений батько» співзвучна з назвою коктейлю «Хрещена мати». Дійсно, їх об'єднує один загальний інгредієнт — мигдалевий лікер, який у варіанті «Хрещена мати» змішують з горілкою, а не з віскі, як у варіанті «Хрещений батько».